# Semizovac
Semizovac är en ort i Bosnien och Hercegovina.   Den ligger i entiteten Federationen Bosnien och Hercegovina, i den centrala delen av landet, 8 km norr om huvudstaden Sarajevo. Semizovac ligger 482 meter över havet och antalet invånare är 848.
Terrängen runt Semizovac är huvudsakligen kuperad. Semizovac ligger nere i en dal. Runt Semizovac är det ganska tätbefolkat, med 93 invånare per kvadratkilometer.. Närmaste större samhälle är Sarajevo, 8,4 km söder om Semizovac.
Omgivningarna runt Semizovac är en mosaik av jordbruksmark och naturlig växtlighet.